# Centrifugare

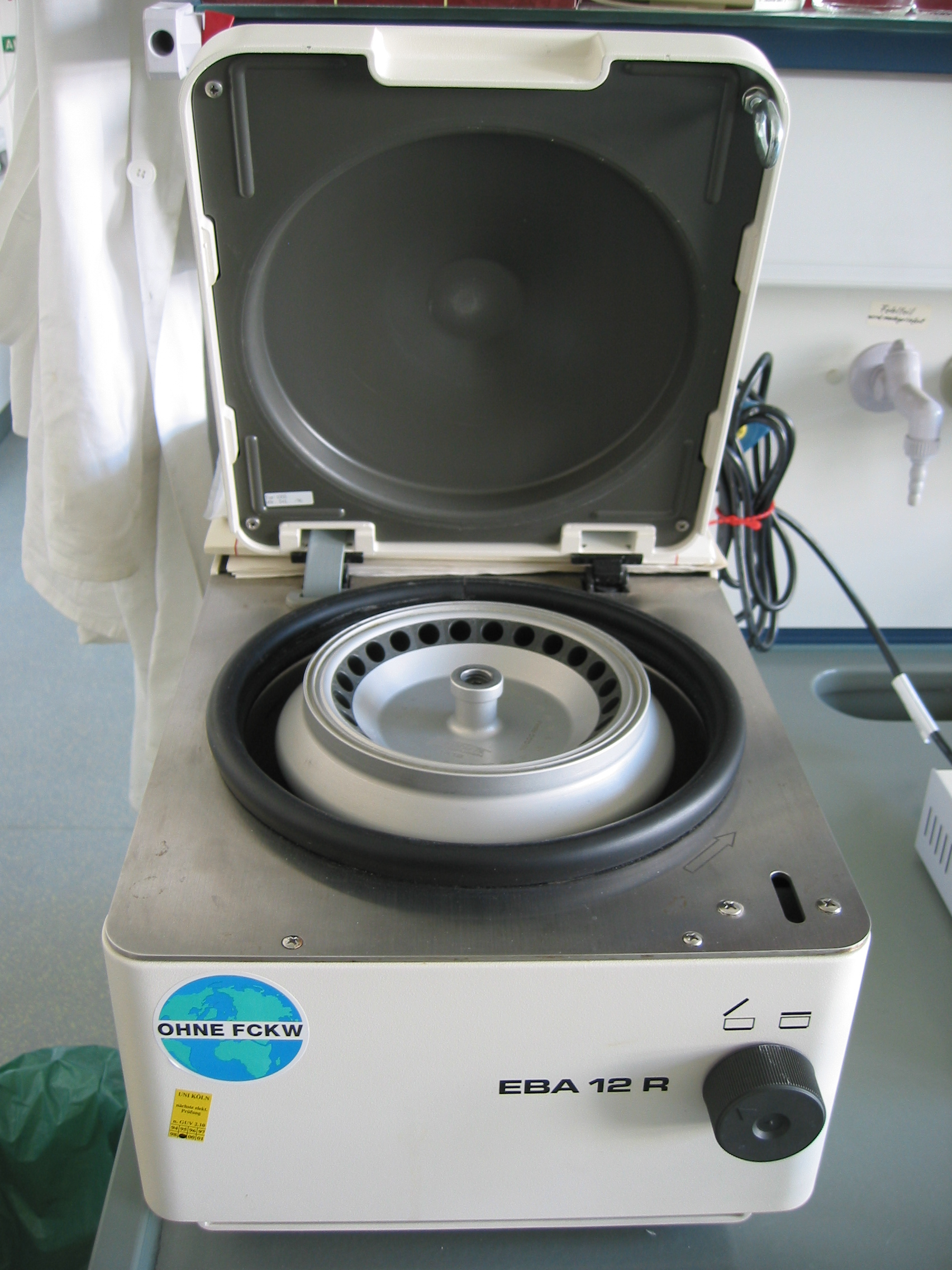
O centrifugă utilizată în centrifugare.

Centrifugarea este o metodă de separare care presupune aplicarea unei forțe centrifuge cu scopul de a separa particulele dintr-o soluție, emulsie sau suspensie pe baza unor proprietăți precum mărimea, forma, densitatea și vâscozitatea. Acest procedeu este utilizat pentru separarea a două substanțe miscibile, dar își regăsește aplicații și în analiza proprietăților hidrodinamice a unor macromolecule. Cu cât este mai dens un compus, cu atât va migra mai departe de axul centrifugei (adică spre margine), în timp ce compușii mai puțin denși vor rămâne mai aproape de ax. Astfel, în urma centrifugării se va obține un precipitat și un supernatant.